# شارع الحضارة
شارع الحضارة (بالإنجليزية: .Alhadara st)‏ أحد شوارع حمص التجارية والترفيهية والثقافية.

## التاريخ
كان شارع الحضارة في البداية الشارع الفاصل بين حي عكرمة وحي النزهة، ولم يكن شارعا تجاريا، بل كان مجاورا لثكنة عسكرية للدبابات، ومع انتقال الثكنة العسكرية وتوسع العمران تحول تدريجيا لأهم مركز تسوق في جنوب حمص.

## الموقع
يبدأ الشارع من امتداد شارع الوحدة حيث جامعة حمص، ويبدأ بدوار الرئيس، ثم يمتد ليصل إلى دوار النزهة حيث يتجه في ثلاث شوارع رئيسية: شارع الجلاء (يصل لأحياء العدوية وكرم اللوز)، أوتستراد الأهرام (يصل لأحياء كرم اللوز، وادي الذهب)، شارع النزهة (يصل لحي النزهة). وفي الثلث الأخير من الشارع يتقاطع مع شارع العشاق، وامتداده المؤدي لحي الخضر.

## النشاط البشري والتجاري
بلغ عدد المحلات في الحي ما يزيد عن300 محل تجاري، يتركز نشاطها على بيع الألبسة والأجهزة الإلكترونية والمجوهرات، إضافة لوجود عدد كبير من المقاهي والمطاعم. ويمتاز الشارع باتساعه مما لا يسبب ازدحاما كبيرا.

### أشهر العلامات التجارية والخدمية
- جامع الصفا (نهاية الشارع).
- مركز خدمات شركة سيريتل للاتصالات.
- مركز خدمات شركة إم تي إن للاتصالات.
- منفذية الحزب القومي السوري الاجتماعي المنحل.
- معهد الأمل للتعليم الخاص.
- محطة إطفاء لجنوب حمص.
- بنك بيمو السعودي الفرنسي.
- بنك عوده (سوريا).
- شركات نقل وشحن وتحويل أموال (الهرم، القدموس، العنكبوت ...وغيرهم).
- مطاعم ومطاعم وجبات سريعة (نيو مون، لاروشا.. وغيرها).
- مقاهي (فري غيرل، وناسة، ساروجا، باب شرقي.. وغيرها).
- وكالات مبيع أجهزة إلكترونية (رجا تك، الأوائل، موبيكول، البرج، ديكران... وغيرها).
- محال بيع ألبسة وإكسسوارات.
- محال بيع مجوهرات ومصوغات ذهبية.